# Nucléide radiogénique
Un nucléide radiogénique (ou isotope radiogénique) est un nucléide issu de réactions de désintégrations nucléaires.
Certains isotopes sont entièrement radiogéniques dans la nature, notamment les isotopes radioactifs de demi-vies trop courtes pour pouvoir exister comme isotopes primordiaux (depuis la formation de la terre). Ils sont alors présents seulement comme produits radiogéniques, soit de désintégrations radioactives qui continuent, soit de processus cosmogéniques (induits par les rayons cosmiques) qui les ont formés récemment. Un exemple en est l'astate, dont l'isotope le plus stable a une période radioactive de 8,1 h. Ainsi tous les isotopes de l'astate sont entièrement radiogéniques, issus de désintégrations radioactives, ce qui explique également que ce soit l'élément le plus rare naturellement présent sur Terre (l'estimation la plus haute reste inférieure à 30 g d'astate présent sur Terre). Un autre exemple en est le carbone-14, avec une période radioactive de 5730 ans il n'existe pas comme isotope primordial, mais on le trouve néanmoins sur Terre à la fois comme produit de certaines désintégrations radioactives (tant naturelles que d'origine humaine) et comme résultat de processus cosmogéniques (le rayonnement cosmique induit la formation de 14C dans la haute atmosphère à partir de l'azote naturel 14N)
Pour les isotopes radiogéniques qui désintègrent assez lentement (plusieurs centaines de millions d'années) ou qui sont stables, il y a toujours une fraction primordiale. Par exemple, le 206Pb existe dans la nature, à la fois comme isotope primordial (comme il est stable, une fraction du plomb-206 existant est présente depuis la formation de la Terre) et comme isotope radiogénique issu de la chaîne de désintégration de l'uranium-238

## Exemples
L'argon est un autre exemple d'un élément partiellement radiogénique. En effet, 99,6 % de l'argon atmosphérique est l'isotope radiogénique 40Ar, issu de la désintégration bêta du 40K (potassium-40) naturellement présent dans la croûte terrestre.
Le plomb possède quatre isotopes stables (Pb-204, Pb-206, Pb-207 et Pb-208), dont les quantités primordiales se trouvent aux rapports fixes et connus. Cependant seul le Pb-204 est complètement primordial; les trois autres isotopes se trouvent aussi comme produits radiogéniques de la désintégration de l'uranium et du thorium. À savoir, le Pb-206 est formé à partir de l'U-238, le Pb-207 de l'U-235, et le Pb-208 du Th-232. Les quantités en excès de ces isotopes plus lourds permettent la détermination de l'âge des roches qui contiennent de l'uranium et du thorium.

## Utilisation
Les isotopes radiogéniques sont parmi les outils les plus importants en géologie, avec deux emplois principaux :
1. En comparaison avec la quantité d'un isotope parent radioactif dans un système donné, la quantité du produit radiogénique peut être employée comme outil pour la datation radiométrique, par exemple dans la datation à l'uranium-plomb.
2. En comparaison avec la quantité d'un isotope non-radiogénique du même élément, la quantité de l'isotope radiogénique est employé comme traceur isotopique, par exemple 206Pb/204Pb. Cette méthode est discutée davantage à l'article géologie isotopique.